# Anciutka

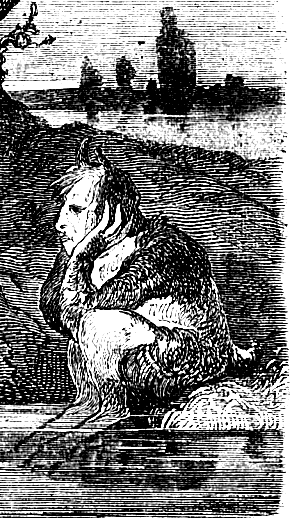
Anchutka în mlaștină - o ilustrație din povestea „Anchutka Bespytny” (Анчутка беспятный) a scriitorului rus Alexander Fomich Pogossky din 1871

Anciutka a fost, inițial, un spirit malefic al apelor și mlaștinilor în folclorul slav. Avea aripi pe care le putea folosi pentru zbor și îi lipsea un călcâi pe care i-l smulsese un lup (infirmitățile fiind semnul distinctiv al creaturilor malefice în mitologia slavă).
După creștinarea rușilor, anciutka a început să se refere la copiii de drac. Ca o reminiscență a vechii credințe, se spunea că aceștia trăiesc în mlaștini, fapt atestat de numeroase proverbe.